# Matthew Reilly
Matthew Reilly (ur. 2 lipca 1974 w Sydney) – australijski pisarz.

## Życiorys
Od urodzenia mieszka w Sydney. Zajmuje się pisaniem głównie thrillerów. W trakcie studiów prawniczych postanowił zająć się scenopisarstwem i reżyserią filmową. Jego pierwsza książka – Contest została wydana w 1996 roku ze środków pisarza. Druga książka – Ice Station zdobyła uznanie najpierw w ojczystym kraju autora, a po pewnym czasie na całym świecie, trafiając na listy bestsellerów w USA i Europie. Kolejne książki pisarza także odnosiły sukcesy.

### Cykl: Shane Schofield
- 1998 – Ice Station (wyd. pol. pt. Stacja Lodowa, 2001)
- 2001 – Area 7 (wyd. pol. pt. Strefa 7, 2003)
- 2003 – Scarecrow (wyd. pol. pt. Nieuchwytny cel, 2005)
- 2005 – Hell Island
- 2015 – Scarecrow and the Army of Thieves, wydane w USA pt.: Scarecrow Returns (wyd. pol. pt. Smocza Wyspa, 2015)

### Cykl: Jack West Jr
- 2005 – Seven Ancient Wonders, wydane w USA pod tytułem: Seven Deadly Wonders (wyd. pol. pt. Siedem cudów starożytności, 2007)
- 2007 – The Six Sacred Stones (wyd. pol. pt. Sześć świętych kamieni, 2010)
- 2009 – The Five Greatest Warriors (wyd. pol. pt. Pięciu największych wojowników, 2013)
- Jack West Jr and the Hero's Helmet (2016) (Short-Story)
- The Four Legendary Kingdoms (2016)
- The Three Secret Cities (2018)

### Seria: Hover Car Racer
- 2004 – Hover Car Racer
- 2005 – Crash Course
- 2006 – Full Throttle
- 2007 – Photo Finish

### Inne powieści
- 1996 – Contest
- 1999 – Temple (wyd. pol. pt. Świątynia, 2004)
- 2013 – The Tournament
- 2014 – Troll Mountain
- 2014 – The Great Zoo of China